# 塔洛 (電影)
《塔洛》（英語：Tharlo），是藏族導演萬瑪才旦執導的藏語黑白電影，也是第一部藏語的黑白電影，由西德尼玛及杨秀措飾演男女主角，描述西德尼玛飾演的牧羊人塔洛，想服務人民，後來到了城市後的環境及心態轉變。
《塔洛》入圍第72屆威尼斯影展“地平线”竞赛单元，獲得第52屆金馬獎最佳剧情片、最佳导演、最佳改编剧本、最佳摄影四項提名，万玛才旦赢得金馬獎最佳改編劇本。2017年获得第31届金鸡奖最佳中小成本故事片。

## 剧情
老实单身的牧羊人塔洛到乡派出所办理身份证，并为所长背了一篇毛泽东写的文章《为人民服务》，塔洛认为自己是为别人牧羊的，也算是为人民服务。多杰所长要他去县城去拍身份证照片，骑着摩托车到达县城后，照相馆女老板要他先到路对面的理发店洗个头才好照相，塔洛因此与年轻的理发店女店主杨措相识，塔洛说自己一共放羊300多只（其中属于自己的羊是100多只），总价值16到17万元。当晚，杨措请他到一家KTV唱歌娱乐，两人一起唱歌、喝酒、抽烟，喝醉后的塔洛晚上还被杨措带到了她理发店的住处过夜。次日醒来后，塔洛发现自己跟她睡在了一起，她表示要跟他好，想让他卖掉羊换成钱以便两人以后可以去拉萨、北京大城市。
塔洛之后又过了一段牧羊日子，一个晚上因喝醉导致羊圈里有10多只羊被狼咬死了。羊主人开三轮车来到后，训斥了塔洛一顿，并开车将死羊拉走了，临走时还留下一只死羊让塔洛吃，并说死的羊要塔洛赔偿。
塔洛再次骑车去找杨措，将自己卖掉羊的16万元都交给了她。杨措把他的头发都剃掉了。塔洛当晚想带她再去那个KTV唱歌，不过杨措要带他去看一个演唱会。当晚，塔洛在看演唱会时还与一名杨措的男性朋友发生争吵。之后杨措带塔洛去了KTV，次日塔洛在理发店醒来后，发现杨措已经不知所踪。
回到乡派出所，多杰所长认为塔洛是来取新办的身份证的，让塔洛再次背了一遍《为人民服务》，不过没有上次背的熟练。所长看到塔洛成了光头，与身份证上的照片不一致，就让塔洛再去城里照一次相。骑车的路上，他的摩托车出了故障，塔洛只得停下来抽烟、喝酒，并燃放了一支烟花。

## 外部連結
- 開眼電影網上《塔洛》的資料（繁體中文）
- 豆瓣电影上《塔洛》的資料 （简体中文）
- 互联网电影数据库（IMDb）上《塔洛》的资料（英文）